# EPIC 208833261
EPIC 208833261 — одиночная звезда в созвездии Близнецов на расстоянии приблизительно 5072 световых лет (около 1555 парсек) от Солнца. Видимая звёздная величина звезды — +13,533m.

## Характеристики
EPIC 208833261 — жёлто-белая звезда спектрального класса F. Масса — около 1,6 солнечной, радиус — около 1,83 солнечного, светимость — около 3,569 солнечных. Эффективная температура — около 7838 K.

## Планетная система
В 2016 году командой астрономов, работающих с фотометрическими данными в рамках проекта Kepler-K2, было объявлено об открытии кандидата в планеты EPIC 208833261.01.